# Digital Collection System Network
Digital Collection System Network (略称：DCSNet) は、米連邦捜査局（FBI）の通信傍受システム。
民間通信ネットワークとFBIの傍受拠点を直結し、通信者の電話番号、メールアドレス、通話、テキストメッセージなどの情報を収集する。携帯電話の場合、傍受対象者の位置を特定し、通話内容、テキストメッセージ、ボイスメールのパスコードなどを把握、リアルタイムで追跡する。